# HD5357
HD5357 — хімічно пекулярна зоря спектрального класу F0, що має видиму зоряну величину в смузі V приблизно  6,4.
Вона  розташована на відстані близько 195,0 світлових років від Сонця.

## Фізичні характеристики
Зоря HD5357 обертається 
досить швидко 
навколо своєї осі. Проєкція її екваторіальної швидкості на промінь зору становить  Vsin(i)= 57км/сек.